# 1746
1746 (MDCCXLVI) je bilo navadno leto, ki se je po gregorijanskem koledarju začelo na soboto, po 11 dni počasnejšem julijanskem koledarju pa na sredo.

## Dogodki
- Ustanovitev Gimnazije Novo mesto

## Rojstva
- 12. januar - Johann Heinrich Pestalozzi, švicarski pedagog († 1827)
- 24. januar - Gustav III., kralj Švedske († 1792)
- 30. marec - Francisco de Goya y Lucientes, španski slikar, graver († 1828)
- 16. julij - Giuseppe Piazzi, italijanski astronom, menih († 1826)

## Smrti
- 25. maj – Mátyás Temlin, madžarski pisatelj slovenskega rodu (* ?)
- 8. avgust - Francis Hutcheson, anglo-irski filozof (* 1694)

Neznan datum
- Mojzes Hajim Luzzato, italijanski judovski mistik, rabin, filozof (* 1707)
- Tominaga Nakamoto, japonski trgovec in zgodovinar (* 1715)